# Drei Fremdenlegionäre (1966)
Drei Fremdenlegionäre (Originaltitel: Beau Geste) ist ein US-amerikanischer Abenteuerfilm von Douglas Heyes aus dem Jahr 1966 nach einem Roman von Percival Christopher Wren. Der Film ist eine Neuverfilmung der gleichnamigen Produktion aus dem Jahr 1939 sowie des Stummfilms Blutsbrüderschaft von 1926. Uraufführung hatte der Film am 2. September 1966 in Deutschland.

## Handlung
Um der Strafe für ein Verbrechen zu entgehen, das sein Geschäftspartner begangen hat, schließt sich 1906 der Amerikaner Michael Geste, Beau genannt, der französischen Fremdenlegion an. Er wird zum Fort Zinderneuf in der arabischen Wüste beordert. Das Fort wird von dem sadistischen und brutalen Sergeant Dagineau befehligt, der Geste beschuldigt, ihm einen anonymen Drohbrief geschickt zu haben. Beau, der sich nicht von dem Sergeant unterdrücken lässt, gewinnt bei den übrigen Männern an Ansehen. Mit dem schwachen und trunksüchtigen Kommandanten Leutnant De Ruse verbindet ihn bald eine Freundschaft. 
De Ruse findet heraus, dass Beaus Flucht unnütz war, da sein Partner das Verbrechen mittlerweile gestanden hat. Als kurze Zeit später Beaus Bruder John zur Legion stößt, ist der paranoide Dagineau überzeugt, dass Beau ihn ermorden will. Als De Ruse bei einem Angriff der Araber verletzt wird und im Sterben liegt, gesteht er Beau, dass der anonyme Brief von ihm sei. De Ruse wollte Dagineau in Angst versetzen, in der Hoffnung, dass der Sergeant dadurch menschlicher werde.
Dagineau steigert sich immer mehr in einen Wahn und quält seine Männer mit Gewaltmärschen und brutalen Strafen. Als die Araber zu einem Großangriff ansetzen, kann Beau einen Aufstand unter den Legionären unterdrücken. In der anschließenden Schlacht werden die Legionäre aufgerieben. Nur Beau und Dagineau bleiben übrig. Zwischen den beiden entbrennt ein Kampf, den Beau siegreich beendet. Eine Entsatzkompanie findet ihn als einzigen Überlebenden des Angriffs.

## Hintergrund
Wie schon die beiden Vorgänger wurde auch die Produktion der Universal Studios in der Wüste von Arizona gedreht. Ausstatter des Films waren Henry Bumstead und Alexander Golitzen, während Rosemary Odell die Kostüme entwarf. Die Stunts wurden von Hal Needham koordiniert.

## Kritiken
Das Lexikon des internationalen Films beschreibt den Film als „harte, im Grunde aber glorifizierende Darstellung des Lebens in der Legion“. Die Zeitschrift Cinema meinte: „Dieses 1966er-Remake geht qualitativ zwar nicht über seine Vorläufer hinaus, besticht aber durch spannend inszenierte Kampfszenen.“ Das Fazit lautete: „Harte Literaturverfilmung mit gut aufgelegten TV-Stars.“
Das Branchenblatt Variety lobte die „guten Darstellungen, feine Kameraarbeit und die schnelle Regie“.